# 中曽根知左
中曽根 知左（なかそね ちさ、1991年6月3日 - ）は、日本のファッションモデル、タレント。東京都中央区銀座出身。所属事務所は「ビッグ・ブッキング・エンターテインメント (株式会社BBE)」。

## 来歴・人物
- 2013年 best body japan2013ガールズクラス 優勝
- 趣味：漫画を読むこと、お散歩[1]
- 特技：競輪[1]、バレーボール[2]
- 憧れの人：森絵梨佳[2]
- 好きな食べ物：タイ料理[2]
- 嫌いな食べ物：なす[2]

今後の目標については「モデルとして人に影響をあたえられる写真を撮っていきたいとおもいます。自分にできることを挑戦できたらなと思っているのでどうぞよろしくお願いします。」、
また今の仕事についていなかったら「自分に自信をもてずにひきこもっていたとおもいます。まだまだ自分を解放できてはいませんが、この仕事のおかげで大分自分を出せるようになりました。」と語っている。

## 出演

### テレビ
- 『一夜づけ』（2014年4月 -、テレビ東京）

### 写真集
- 電子書籍『さんぽガール 外苑前編 中曽根知左さん』（2013年4月26日、小林幹幸）

### CM
- 「東京ラーメンストリート」（2013秋、館内CM放送）

### 映画
- 『サンブンノイチ』（2014年4月1日、KADOKAWA 吉本興業）

### ラジオ
- 『オレたちゴチャ・まぜっ!〜集まれヤンヤン〜』（2013年4月20日 - 2014年4月12日、MBSラジオ）